# Hendrik Wittkopf
Hendrik Wittkopf (* 1966 in Hannover) ist ein deutscher Maler. 

## Leben
Wittkopf studierte von 1989 bis 1996 an der Akademie der Bildenden Künste München. 1991 erhielt er ein Stipendium des bayrischen Kultusministeriums für die Sommerakademie in Salzburg. 1993 folgte ein Projektstipendium von der Prinz-Regent-Luitpold-Stiftung und dem Goethe-Institut Budapest sowie 1994 ein DAAD-Stipendium für London. 1996 erhielt er den Förderpreis der Danner-Stiftung.
Hendrik Wittkopf lebt und arbeitet in London.